# پالی مورن
پالی مورن (انگلیسی: Polly Moran; زاده ۲۸ ژوئن ۱۸۸۳ – درگذشته ۲۵ ژانویهٔ ۱۹۵۲) یک هنرپیشه اهل ایالات متحده آمریکا بود.

## گزیده فیلمشناسی
از فیلم‌ها یا برنامه‌های تلویزیونی که وی در آن نقش داشته‌است می‌توان به آثار زیر اشاره کرد.
- تظاهر اجتماعی آنها (۱۹۱۵)
- جسم و شیطان (۱۹۲۶)
- داغ ننگ (۱۹۲۶)
- نمایش (۱۹۲۷)
- لندن پس از نیمه‌شب (۱۹۲۷)
- دشمن (۱۹۲۷)
- دکمه‌ها (۱۹۲۷)
- ماه عسل (۱۹۲۸)
- نمایش مردم (۱۹۲۸)
- زن الهی (۱۹۲۸)
- کاهش (۱۹۳۱)
- سیاست (۱۹۳۱)
- آلیس در سرزمین عجایب (۱۹۳۳)
- جشن هالیوود (۱۹۳۴)
- دنده آدام (۱۹۴۹)